# 新潟海岸幹線道路
新潟海岸幹線道路（にいがたかいがんかんせんどうろ）は、新潟県新潟市市内を結ぶ地域高規格道路の候補路線である。

## 概要
区間
新潟市西区亀貝･亀貝IC(新潟西バイパス)付近～新潟市西区上新栄町付近～新潟市中央区寄居町･西大畑町付近～新潟空港(新潟市東区)付近

## 歴史
- 1994年（平成6年）12月16日：候補路線に指定[3]
- 1998年（平成10年）6月16日：延伸部を候補路線に指定